# Arma suicida

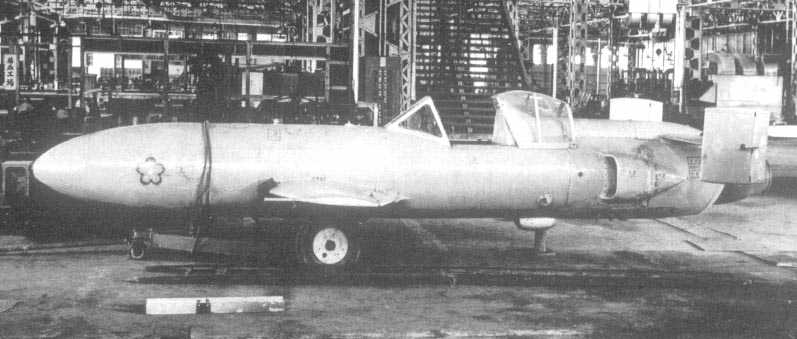
Yokosuka MXY7 Ohka, un arma especialmente diseñada para un ataque suicida.

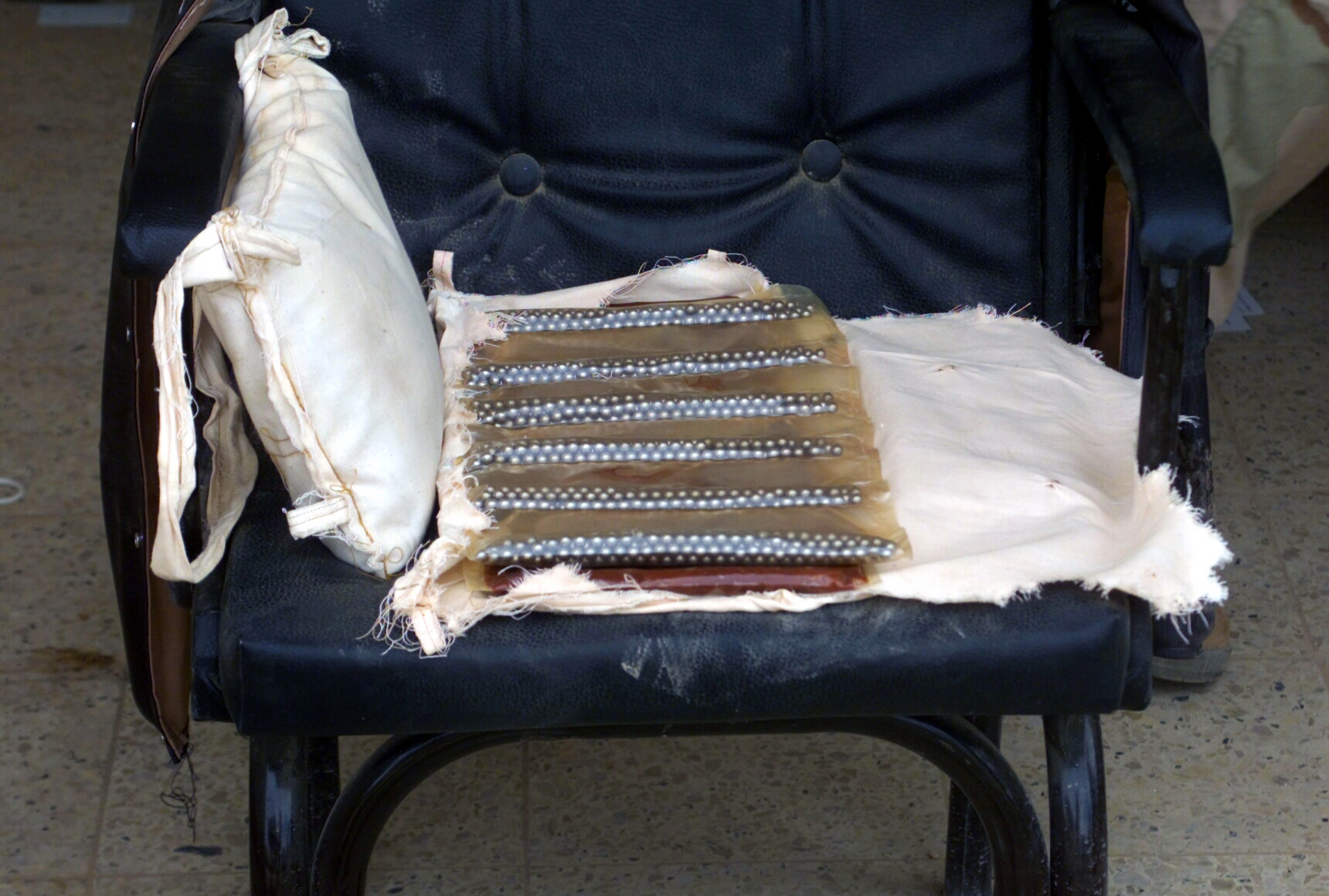
Un chaleco suicida con rodamientos de bolas.

Un arma suicida es un arma u objeto que se usa en un ataque suicida, generalmente basado en explosivos.   

## Historia
Las armas suicidas se han utilizado tanto en la guerra convencional como en el terrorismo. 
Los musulmanes moros que realizaron ataques suicidas fueron llamados mag-sabil, y los ataques suicidas fueron conocidos como Parang-sabil. Los españoles los llamaron juramentado. La idea del juramentado fue considerada parte de la Yihad en la religión islámica de Moro. Durante un ataque, un Juramentado se arrojaría sobre sus objetivos y los mataría con armas afiladas como Barongs y Kris hasta que ellos mismos fueran asesinados. Los moros realizaron juramentados ataques suicidas contra los españoles en el conflicto español-moro, los estadounidenses en la rebelión de Moro y contra los japoneses en la Segunda Guerra Mundial. Los Moro Juramentados apuntaron sus ataques específicamente contra sus enemigos, y no a los no musulmanes en general. Lanzaron ataques suicidas contra japoneses, españoles, estadounidenses y filipinos, pero no atacaron a los chinos no musulmanes, ya que los chinos no eran considerados enemigos del pueblo Moro. Los japoneses respondieron a estos ataques suicidas masacrando a todos los familiares del atacante.
Los musulmanes acehneses del Sultanato de Aceh llevaron a cabo una "guerra santa" conocida como Parang-sabil contra invasores como los estadounidenses en el ataque contra el barco de Joseph Peabody, Amistad de Salem, la primera expedición de Sumatra y la segunda expedición de Sumatra, y contra los holandeses en la expedición holandesa en la costa oeste de Sumatra y más notablemente durante la Guerra de Aceh, donde realizaron ataques suicidas como parte de "parang sabil". Fue considerado como parte de la Yihad personal en la religión islámica del Acehnese. Los holandeses lo llamaron Atjèh-moord, (Acehmord, Aceh mord, Aceh-mord) o (Aceh Pungo). El trabajo literario de Acehnese, el Hikayat Perang Sabil proporcionó los antecedentes y el razonamiento para el "Aceh-mord": ataques suicidas de Acehnese contra los holandeses. Las traducciones indonesias de los términos holandeses son Aceh bodoh (Aceh pungo) o Aceh gila (Aceh mord).
Atjèh-moord también fue utilizado contra los japoneses por los acehneses durante la ocupación japonesa de Aceh. Los Ulama (clérigos islámicos) de Acehnese lucharon contra los holandeses y los japoneses, rebelándose contra los holandeses en febrero de 1942 y contra Japón en noviembre de 1942. La revuelta fue dirigida por la Asociación de Académicos Religiosos de All-Aceh (PUSA). Los japoneses sufrieron 18 muertos en el levantamiento mientras mataban hasta 100 o más de 120 acehneses. La revuelta ocurrió en Bayu y se centró en la escuela religiosa de la aldea Tjot Plieng. Durante la revuelta, las tropas japonesas armadas con morteros y ametralladoras fueron acusadas por acehnese con Teungku Abduldjalil (Tengku Abdul Djalil) en Buloh Gampong Teungah y Tjot Plieng los días 10 y 13. Noviembre. En mayo de 1945, los acehneses se rebelaron nuevamente.
El guion original de Jawi, el trabajo en idioma acehnese Hikayat Perang Sabil (w:ace: Hikayat Prang Sabi, w:id: Hikayat Prang Sabi) ha sido transcrito al alfabeto latino y anotado por Ibrahim Alfian (Teuku.) Publicado en Yakarta. Perang sabi era la palabra acehnesa para yihad, una guerra santa y obras literarias en lengua acehnese sobre perang sabi fueron distribuidas por clérigos islámicos (Ulama) como Teungku di Tiro para ayudar a la resistencia contra los holandeses en la Guerra de Aceh. La recompensa otorgada por en el paraíso detallada en textos islámicos árabes y atrocidades holandesas se expuso en el Hikayat Perang Sabil, que fue leído comunalmente por pequeños camarillas de Ulama y Acehnese que hicieron un juramento antes de alcanzar el estado deseado de "mártir "lanzando ataques suicidas contra los holandeses. Perang sabil era el equivalente malayo a otros términos como Yihad, Ghazawat para "Guerra Santa", el texto también se deletreaba "Hikayat perang sabi". novelas de ficción como Sabil de Sayf Muhammad Isa: Prahara di Bumi Rencong sobre la guerra de Aceh contra los holandeses incluyen referencias a Hikayat Perang Sabil. Mualimbunsu Syam Muhammad escribió el trabajo llamado "Motivos para Perang Sabil en Nusantara", Motivasi perang sabil di Nusantara: kajian kitab Ramalan Joyoboyo, Dalailul-Khairat, dan Hikayat Perang Sabil sobre la historia de la guerra santa islámica (Yihad) en Indonesia. Niños y mujeres fueron inspirados para hacer ataques suicidas por el Hikayat Perang Sabil contra los holandeses. Hikayat Perang Sabil también se conoce como "Hikayat Prang Sabi". Hikayat Perang Sabil es considerado como parte de la literatura malaya del siglo XIX. En el holandés ocupado Aceh, Hikayat Perang Sabil fue confiscado de la casa de Sabi durante una redada policial el 27 de septiembre de 1917.

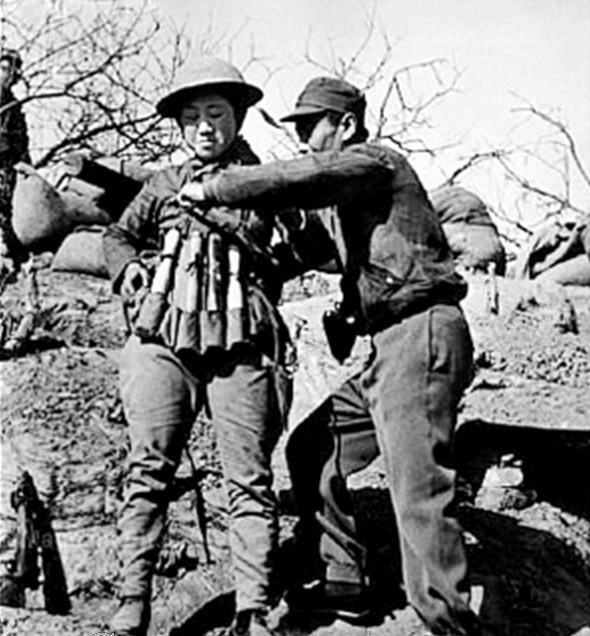
Bombardero suicida chino que se puso un chaleco explosivo hecho con granadas de mano modelo 24 para usar en un ataque contra tanques japoneses en la batalla de Taierzhuang.

En la segunda guerra sino-japonesa, los chinos usaron bombas suicidas contra los japoneses con chalecos explosivos. Un soldado chino detonó un chaleco de granada y mató a 20 japoneses en Sihang Warehouse. Las tropas chinas colocaron explosivos como paquetes de granadas o dinamita en sus cuerpos y se arrojaron bajo tanques japoneses para hacerlos explotar. Esta táctica se usó durante la Batalla de Shanghái, donde un atacante suicida chino detuvo una columna de tanques japoneses al explotar debajo del tanque de plomo, y en la Batalla de Taierzhuang, donde las tropas chinas ataron dinamita y granadas. quienes corrieron hacia los tanques japoneses y se inmolaron. Durante un incidente en Taierzhuang, los suicidas chinos destruyeron cuatro tanques japoneses con granadas. La Guerra del Pacífico de la Segunda Guerra Mundial fue testigo de los pilotos de ataque suicida kamikaze japoneses ("kamikaze" no era un término utilizado por los mismos japoneses). Al final de la guerra, cuando la marea se volvió contra Japón, se desplegaron pilotos kamikaze para intentar estrellar sus aviones contra barcos estadounidenses y aliados en el Pacífico. Los japoneses incluso desarrollaron aviones especializados para la táctica, como la bomba voladora Yokosuka Ohka. Un ataque kamikaze exitoso mataría al piloto del avión y dañaría la nave objetivo, posiblemente incluso hundiéndolo. Las tácticas relacionadas incluyeron el minisub de suicidio kaiten, un torpedo humano que un solo piloto japonés conduciría en una nave aliada.
Los tanques norcoreanos fueron atacados por surcoreanos con tácticas suicidas durante la conquista norcoreana del sur.
Los tanques estadounidenses en Seúl fueron atacados por escuadrones suicidas de Corea del Norte, que usaron cargos de cartera. Un soldado norcoreano llamado Li Su-Bok, que explotó un tanque estadounidense con una bomba suicida, es aclamado como un héroe en la propaganda norcoreana.
Ciertos aviones construidos o proyectados para la Luftwaffe durante el bombardeo aliado antes de la rendición de la Alemania nazi en la Segunda Guerra Mundial, como el Bachem Ba 349, Fliegende Panzerfaust, Sombold So 344, Zeppelin Rammer o Blohm & Voss BV 40 son a veces figuran como armas suicidas. Sin embargo, no estaban destinados como tales, a pesar de que las posibilidades de supervivencia habrían sido muy limitadas para los pilotos de artefactos tan peligrosos. En esos años, las autoridades alemanas consideraron el uso de aviones de auto - detención (suicidio) como el Messerschmitt Me 328 y el Fieseler 103.
Durante la Guerra Fría, se argumentó  que la doctrina de la destrucción mutua asegurada convirtió las armas nucleares en armas suicidas. La idea de un arma del Juicio Final llevó esto a su extremo lógico.   
Los grupos políticos que usan armas suicidas en la era posterior a la Guerra Fría incluyen principalmente equipos afiliados al terrorismo islámico, entre los cuales incluso los niños han sido utilizados para escapar de la detección cuando llevan a cabo ataques suicidas. Sin embargo, los grupos no islámicos, como los Tigres de Liberación de Tamil Eelam, también han sido propensos a usar armas suicidas. Hoy en día, las armas suicidas más comunes que se utilizan para llevar a cabo ataques terroristas son las bombas de automóviles o camiones bomba, así como las bombas antipersonal llevadas por una sola persona. Los bombarderos suicidas atan explosivos, a menudo cubiertos con clavos, tornillos u otros elementos destinados a actuar como fragmentos, a sus cuerpos o de otro modo llevarlos a áreas pobladas y detonarlos. Los tigres tamiles de Sri Lanka son conocidos por haber hecho un uso de alto perfil de este método en el asesinato de Rajiv Gandhi. Métodos similares también han sido utilizados por grupos terroristas palestinos y las autoridades israelíes en el conflicto israelí-palestino, entre otros. 
Los ataques de Kamikaze se imitaron en los ataques del 11 de septiembre de 2001, en los que un grupo de terroristas en su mayoría saudíes destruyó el World Trade Center y parte del Pentágono al volar aviones de pasajeros secuestrados. Fue la primera y única vez en la historia que los aviones jet secuestrados llenos de combustible fueron utilizados como misiles de crucero contra objetivos de tal magnitud.

## Ejemplos
- Bombas suicidas
  - Cinturón explosivo
  - SVBIEDs
- Coche bomba
- Los ataques aéreos Kamikazes realizados por Japón en la Segunda Guerra Mundial. 
  - Torpedo Kaiten dirigido por humanos, utilizado por Japón en la Segunda Guerra Mundial.